# Фель (Орн)
Фель (фр. Fel) — колишній муніципалітет у Франції, у регіоні Нормандія, департамент Орн. Населення — 274 осіб (2011).
Муніципалітет був розташований на відстані близько 165 км на захід від Парижа, 55 км на південний схід від Кана, 45 км на північ від Алансона.

## Історія
До 2015 року муніципалітет перебував у складі регіону Нижня Нормандія. Від 1 січня 2016 року належав до нового об'єднаного регіону Нормандія.
1 січня 2017 року Фель, Обрі-ан-Ексм, Аверн-су-Ексм, Ле-Бур-Сен-Леонар, Шамбуа, Ла-Кошер, Курменій, Ексм, Оммеель, Сен-П'єрр-ла-Рив'єр, Сії-ан-Гуфферн, Сюрві, Юру-е-Кренн i Вільбаден було об'єднано в новий муніципалітет Гуфферн-ан-Ож.

## Демографія
Динаміка населення (INSEE ):
Розподіл населення за віком та статтю (2006):
| Стать | Всього | До 15 років | 15-24 | 25-44 | 45-64 | 65-85 | Понад 85 |
| --- | ------ | ----------- | ----- | ----- | ----- | ----- | -------- |
| Чоловіки | 132    | 28          | 8     | 32    | 28    | 32    | 4        |
| Жінки | 136    | 12          | 12    | 28    | 44    | 40    | 0        |
| \| Статево-вікова піраміда \| Статево-вікова піраміда \| Статево-вікова піраміда \| \| ----------------------- \| ----------------------- \| ----------------------- \| \| Чоловіки \| Вік \| Жінки \| \| 4 \| 85 + \| 0 \| \| 0 \| 80-84 \| 8 \| \| 12 \| 75-79 \| 8 \| \| 8 \| 70-74 \| 20 \| \| 12 \| 65-69 \| 4 \| \| 8 \| 60-64 \| 16 \| \| 4 \| 55-59 \| 12 \| \| 0 \| 50-54 \| 8 \| \| 16 \| 45-49 \| 8 \| \| 8 \| 40-44 \| 4 \| \| 4 \| 35-39 \| 12 \| \| 12 \| 30-34 \| 0 \| \| 8 \| 25-29 \| 12 \| \| 0 \| 20-24 \| 4 \| \| 8 \| 15-20 \| 8 \| \| 4 \| 10-14 \| 8 \| \| 12 \| 5-9 \| 0 \| \| 12 \| 0-4 \| 4 \| |        |             |       |       |       |       |          |
| Статево-вікова піраміда |        |             |       |       |       |       |          |
| Чоловіки | Вік    | Жінки       |       |       |       |       |          |
| 4 | 85 +   | 0           |       |       |       |       |          |
| 0 | 80-84  | 8           |       |       |       |       |          |
| 12 | 75-79  | 8           |       |       |       |       |          |
| 8 | 70-74  | 20          |       |       |       |       |          |
| 12 | 65-69  | 4           |       |       |       |       |          |
| 8 | 60-64  | 16          |       |       |       |       |          |
| 4 | 55-59  | 12          |       |       |       |       |          |
| 0 | 50-54  | 8           |       |       |       |       |          |
| 16 | 45-49  | 8           |       |       |       |       |          |
| 8 | 40-44  | 4           |       |       |       |       |          |
| 4 | 35-39  | 12          |       |       |       |       |          |
| 12 | 30-34  | 0           |       |       |       |       |          |
| 8 | 25-29  | 12          |       |       |       |       |          |
| 0 | 20-24  | 4           |       |       |       |       |          |
| 8 | 15-20  | 8           |       |       |       |       |          |
| 4 | 10-14  | 8           |       |       |       |       |          |
| 12 | 5-9    | 0           |       |       |       |       |          |
| 12 | 0-4    | 4           |       |       |       |       |          |

## Економіка
2010 року серед 165 осіб працездатного віку (15—64 років) 120 були активними, 45 — неактивними (показник активності 72,7%, у 1999 році було 67,6%). З 120 активних мешканців працювало 107 осіб (61 чоловік та 46 жінок), безробітними було 13 (8 чоловіків та 5 жінок). Серед 45 неактивних 12 осіб було учнями чи студентами, 13 — пенсіонерами, 20 були неактивними з інших причин.

У 2010 році в муніципалітеті числилось 120 оподаткованих домогосподарств, у яких проживали 276,0 особи, медіана доходів виносила 15 426,5 євро на одного особоспоживача